# Véronique Collard
Véronique Collard (Libramont, 9 juni 1963) is een voormalige Belgische langeafstandsloopster, die gespecialiseerd was in het veldlopen. Ze werd meervoudig Belgisch kampioene veldlopen, 10.000 m en eenmaal op de halve marathon. Ook vertegenwoordigde zij haar land bij verschillende grote internationale wedstrijden. Zo nam ze eenmaal deel aan de Olympische Spelen, maar won hierbij geen medailles. Sinds 1998 bezit ze het Belgisch indoorrecord op de 5000 m.

## Loopbaan
Haar eerste succes boekte Collard in 1987 door nationaal kampioene te worden bij het veldlopen (lange cross). Deze titel zou ze hierna nog viermaal winnen. In 1992 reisde ze als Belgisch kampioene 10.000 m af om deel te nemen aan de Olympische Spelen van 1992 in Barcelona. Doordat ze in de voorronde, die op 1 augustus 1992 werd gehouden, nog voor de finish moest uitstappen, kwalificeerde zij zich niet voor de finale op 7 augustus 1992. Haar landgenote Lieve Slegers slaagde er wel in om zich te plaatsen voor die finale.
In haar actieve tijd was Véronique Collard aangesloten bij BAV in Brussel. In 2005 liep ze haar laatste wedstrijd in Bornem.

## Belgische kampioenschappen
| Onderdeel               | Jaar                         |
| ----------------------- | ---------------------------- |
| veldlopen (lange cross) | 1987, 1988, 1989, 1990, 1993 |
| veldlopen (korte cross) | 2000, 2001, 2002             |
| 10.000 m                | 1989, 1992, 1993             |
| halve marathon          | 1993                         |

## Persoonlijke records

### Outdoor
| Onderdeel | Prestatie | Datum         | Plaats  |
| --------- | --------- | ------------- | ------- |
| 3000 m    | 8.49,85   | 10 juli 1989  | Nice    |
| 5000 m    | 15.36,44  | 18 juli 1992  | Hechtel |
| 10.000 m  | 31.42,53  | 25 april 1992 | Lommel  |

### Indoor
| Onderdeel | Prestatie            | Datum           | Plaats |
| --------- | -------------------- | --------------- | ------ |
| 5000 m    | 16.21,31 (nat. rec.) | 8 februari 1998 | Gent   |

## Palmares

### 3000 m
- 1988:  BK AC - 9.12,78
- 1989: 4e Meeting International de St Denis - 9.02,37
- 1989:  Getxo Meeting - 9.11,71
- 1990:  BEL-NED-ENG in Brugge - 9.23,20
- 1991: 5e Kerkrade International Meeting - 9.07,00
- 1991:  BK AC - 9.16,98

### 5000 m
- 1987:  Memorial van Damme - 15.45,88
- 1989:  Nacht van Hechtel - 15.48,2
- 1990:  Penn Relays Olympic Development in Philadelphia - 16.11,40
- 1992: 4e Night of Athletics in Hechtel - 15.36,44
- 1995: 5e Northumberland Castles All-Terrain- Stage 2 in Hexham - 16.47

### 10.000 m
- 1989: 4e Bislett Games - 32.23,39
- 1989:  BK AC in Heverlee - 33.00,82
- 1992:  BK AC in Lommel - 31.42,53
- 1992 DNF Olympische Spelen in Barcelona
- 1993:  BK AC in Lommel - 33.27,78

### 5 km
- 1991:  Mondeville - 16.40

### 10 km
- 1990:  Babylon in The Hague - 32.28
- 1992: 4e Advil Mini-Marathon in New York - 32.44
- 1992:  Floriade in Zoetermeer - 32.26
- 1995:  Switch Run in Ghent - 33.31
- 1996: 4e Great Caledonian Run in Edinburgh - 34.03

### 15 km
- 1991:  20 van Alphen - 51.34

### 10 Eng. mijl
- 1988:  Antwerp 10 Miles - 55.31
- 1990: 4e Antwerpen - 55.00
- 1994:  Frameries - 55.22

### 20 km
- 1990:  Penn Relays Road Race in Philadelphia - 1:12.23

### halve marathon
- 1991: 4e Route du Vin - 1:13.27
- 1992:  Route du Vin - 1:14.08
- 1993:  halve marathon van Zinnik - 1:13.49,0

### marathon
- 1993:  Brussel - 2:44.29

### veldlopen
- 1987 99e WK in Warschau
- 1988  Crosscup
- 1989 8e WK in Stavanger
- 1989  Crosscup
- 1990 23e WK in Aix-les-Bains
- 1991 33e WK in Antwerpen
- 1991  Crosscup
- 1992 17e WK in Boston
- 1993: 54e WK in Amorebieta
- 1994 18e EK in Alnwick
- 1995 32e EK in Alnwick
- 1996 15e EK in Monceau-sur-Sambre
- 1996:  landenklassement EK
- 2004 56e WK in Brussel (korte cross)

## Onderscheidingen
- 1989: Gouden Spike